# Зелёный Яр (Николаевский район)
Зелёный Яр (укр. Зелений Яр) — посёлок в Николаевском районе Николаевской области Украины.
Население по переписи 2001 года составляло 820 человек. Почтовый индекс — 57136. Телефонный код — 512.

## История
В 1946 году указом ПВС УССР посёлок совхоза Вторая Пятиречка переименован в Зелёный Яр.

## Местный совет
57135, Николаевская обл., Николаевский р-н, с. Петровка, ул. В. Бондаренка, 39, тел. 51-00-04